# تپه یانخ بلاغ ۳
تپه یانخ بلاغ ۳ مربوط به دوران‌های تاریخی پس از اسلام است و در شهرستان بوئین‌زهرا، بخش آبگرم، روستای طبلشکین واقع شده و این اثر در تاریخ ۱۰ مهر ۱۳۸۰ با شمارهٔ ثبت ۴۱۱۳ به‌عنوان یکی از آثار ملی ایران به ثبت رسیده است.